# پرونده رخداد

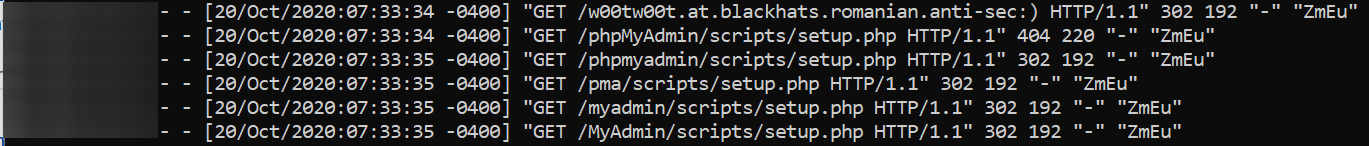
.....

پرونده رخداد (به انگلیسی: Log File) در حوزه رایانش به پرونده ای می‌گویند که سوابق هر رویدادی که در یک سیستم عامل یا اجرای یک نرم‌افزار رخ می‌دهد یا سابقه پیام بین کاربران مختلف نرم‌افزار ارتباطی را ثبت می‌کند.
رخدادنگاری (به انگلیسی: Logging) یا ثبت به عمل نگهداری رخدادها گفته می‌شود. در ساده‌ترین حالت پیام‌ها در یک فایل رخداد ذخیره می‌شوند.
رخداد تراکنش، پرونده‌ای است که ارتباطات (یعنی تراکنش‌های) بین یک سامانه و کاربران سامانه را ذخیره می‌کند یا مجموعه داده‌هایی است که به‌طور خودکار نوع، محتوا یا زمان تراکنش‌های انجام شده توسط افراد استفاده‌کننده از از یک پایانه سامانه را ذخیره می‌کند.
رویداد‌ها گونه‌ای از رخدادها هستند که شرایط خاصی را محقق کنند، ازجمله اینکه به مسئلهای مرتبط باشند، در بافتار و پس زمینه مناسبی عرضه شوند، اطلاعاتشان به موقع باشد و منجر به اقدام شوند.